# Фенгер, Макс
Макс Йоханнес Уитта Фенгер (дат. Max Johannes Whitta Fenger; род. 7 августа 2001, Himmelev, Зеландия) — датский футболист, нападающий «Оденсе», выступающий на правах аренды за шведский «Мьельбю».

## Клубная карьера
Футболом начал заниматься в молодёжной системе «Роскилле». В августе 2018 года перешёл в «Оденсе». В 2020 году стал привлекаться к тренировкам с основной командой. В её составе дебютировал 1 июня 2020 года в гостевом поединке с «Орхусом» в рамках чемпионата Дании, выйдя на замену в начале второго тайма. 11 июля того же года во встрече с «Раннерсом» забил первый гол в карьере. В ноябре 2020 года получил травму, в результате чего был вынужден пропустить полгода. Весной 2022 года вместе с командой добрался финала кубка страны, где в серии пенальти сильнее оказался «Мидтьюлланн».
23 марта 2023 года перешёл в шведский «Мьельбю».

## Достижения
Оденсе
- Финалист кубка Дании: 2021/22

## Клубная статистика
| Выступление      | Выступление      | Выступление      | Лига | Лига | Кубки | Кубки | Конт. кубки | Конт. кубки | Итого | Итого |
| Клуб             | Лига             | Сезон            | Игры | Голы | Игры  | Голы  | Игры        | Голы        | Игры  | Голы  |
| ---------------- | ---------------- | ---------------- | ---- | ---- | ----- | ----- | ----------- | ----------- | ----- | ----- |
| Оденсе           | Суперлига        | 2019/20          | 10   | 4    | 0     | 0     | 0           | 0           | 10    | 4     |
| Оденсе           | Суперлига        | 2020/21          | 17   | 1    | 0     | 0     | 0           | 0           | 17    | 1     |
| Оденсе           | Суперлига        | 2021/22          | 32   | 6    | 7     | 2     | 0           | 0           | 39    | 8     |
| Оденсе           | Суперлига        | 2022/23          | 5    | 0    | 1     | 0     | 0           | 0           | 6     | 0     |
| Оденсе           | Итого            | Итого            | 64   | 11   | 8     | 2     | 0           | 0           | 72    | 13    |
| Всего за карьеру | Всего за карьеру | Всего за карьеру | 64   | 11   | 8     | 2     | 0           | 0           | 72    | 13    |